# Zdeněk Ďuriš
Zdeněk Ďuriš (15. listopadu 1964 – 6. listopadu 2020) byl český fotbalový útočník.

## Fotbalová kariéra
V československé lize hrál za Sigmu Olomouc. Nastoupil v 61 ligových utkáních a dal 3 góly. Ve druhé nejvyšší soutěži hrál za TJ VP Frýdek-Místek a VTJ Tábor, nastoupil ve 120 utkáních a dal 24 gólů.

## Ligová bilance
| Ročník                                   | Zápasy | Góly | Klub                |
| ---------------------------------------- | ------ | ---- | ------------------- |
| Česká národní fotbalová liga 1984/85     | 22     | 2    | TJ VP Frýdek-Místek |
| Česká národní fotbalová liga 1985/86     | 28     | 3    | TJ VP Frýdek-Místek |
| Česká národní fotbalová liga 1986/87     | 27     | 8    | TJ VP Frýdek-Místek |
| Česká národní fotbalová liga 1987/88     | 16     | 5    | VTJ Tábor           |
| Česká národní fotbalová liga 1988/89     | 7      | 1    | VTJ Tábor           |
| Česká národní fotbalová liga 1988/89     | 9      | 0    | TJ VP Frýdek-Místek |
| 1. československá fotbalová liga 1988/89 | 12     | 1    | Sigma Olomouc       |
| 1. československá fotbalová liga 1989/90 | 27     | 2    | Sigma Olomouc       |
| 1. československá fotbalová liga 1990/91 | 22     | 0    | Sigma Olomouc       |
| 2. česká fotbalová liga 1996/97          | 11     | 5    | MFK Frýdek-Místek   |
| CELKEM                                   | 61     | 3    |                     |